# Muntanyes Ciuc
Les muntanyes Ciuc (en romanès Munții Ciucului, en hongarès Csíki-havasok) són una serralada mitjana-alta del comtat de Harghita a Transsilvània (Romania). Geològicament pertanyen al grup de les muntanyes Căliman-Harghita dels Carpats de l’Interior Oriental. Dins de Romania, però, és tradicional dividir els Carpats Orientals (Carpații Orientali) en tres grups geogràfics (nord, centre i sud). La categorització romanesa inclou les muntanyes Ciuc dins dels Carpats centrals de Moldàvia i Transsilvània (Grupa Centrală, Carpații Moldo-Transilvani). D’aquestes muntanyes surt el riu Trotuș. El cim més alt és Noșcolat, amb 1.553 m.